# Catharus fuscescens
El zorzalito rojizo (Catharus fuscescens), también denominado zorzal dorsicanelo, zorzal dorsirrojizo, zorzal migratorio colorado, zorzal solitario, zorzal tropical, tordo cachetón, tordo colorado y paraulata cachetona, es una especie de ave paseriforme de la familia Turdidae que cría en Norteamérica y América Central y migra para pasar el invierno en Sudamérica.

## Descripción

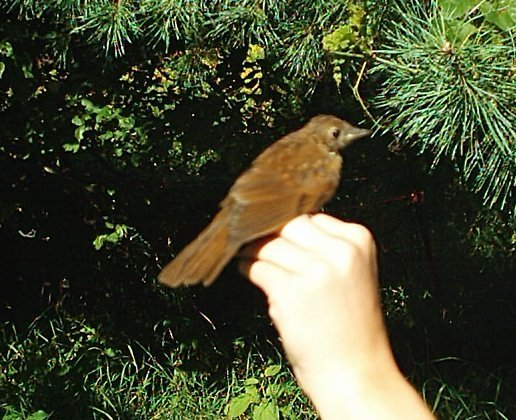
Juvenil anillado cerca de Montreal, Canadá.

El zorzalito rojizo mide entre 16–18 cm de largo. Los adultos tienen las partes superiores de color castaño claro, rojizo o canela en las poblaciones del este y más verdoso en las poblaciones del oeste, y sus partes inferiores son de color blanco con la garganta y el pecho moteados en castaño. Tiene el patrón de color de la parte inferior de las alas blanco y blanco sucio característico de los todos los miembros del género Catharus. Tienen las patas rosadas y su anillo ocular casi no se aprecia. Los individuos de las poblaciones del este son de color canela en las partes superiores.

## Taxonomía
La especie fue descrita científicamente por el naturalista inglés James Francis Stephens en 1817.
Sus parientes más cercanos son los otros dos miembros migratorios del género, el zorzalito carigrís (Catharus minimus) y zorzalito de Bicknell (Catharus bicknelli).
Se reconocen tres subespecies:
- Catharus fuscescens fuliginosus (Howe, 1900)
- Catharus fuscescens fuscescens (Stephens, 1817)
- Catharus fuscescens salicicola (Ridgway, 1882)

## Comportamiento
Crían en los bosques húmedos de frondosas desde el sur de Canadá, por todo el centro y este de Estados Unidos y el este de México, hasta el Caribe. Los zorzalitos rojizos migran a América del Sur para pasar el invierno.
Suelen buscar alimento en el suelo del bosque, revolviendo la hojarasca para atrapar insectos aunque también pueden atraparlos en vuelo. Su dieta se complementa con bayas. 
Construyen nidos en forma de cuenco en el suelo o en los matorrales bajos. 
Esta especie ha sido desplazada en algunas zonas por su pariente el zorzal maculado (Hylocichla mustelina). Y a veces sufre parasitismo de puesta por parte del vaquero de cabeza castaña (Molothrus ater).